# Клупица
Клупица је насељено место на Кордуну, у саставу општине Војнић, Карловачка жупанија, Република Хрватска.

## Историја
Клупица се од распада Југославије до августа 1995. године налазила у Републици Српској Крајини.

## Становништво
Клупица је према попису из 2011. године имала 11 становника.

### Број становника по пописима
| Националност   | 2001. | 1991. | 1981. | 1971. | 1961. | 1953. | 1948. | 1931. | 1921. | 1910. | 1900. | 1890. | 1880. | 1869. | 1857. |
| бр. становника | 11    | 48    | 36    | 44    | 56    | 73    | 78    | 70    | 75    | 73    | 50    | 65    | 52    | 84    | 104   |

### Национални састав
| Националност       | 2001.     | 1991.       | 1981.       | 1971.     | 1961.     |
| Срби               | 11 (100%) | 46 (95,83%) | 35 (97,22%) | 44 (100%) | 56 (100%) |
| Хрвати             | 0         | 0           | 0           | 0         | 0         |
| Југословени        | 0         | 1 (2,08%)   | 0           | 0         | 0         |
| остали и непознато | 0         | 1 (2,08%)   | 1 (2,77%)   | 0         | 0         |
| Укупно             | 11        | 48          | 36          | 44        | 56        |